# Tyske Bugt
Tyske Bugt (tysk: Deutsche Bucht, nederlandsk: Duitse Bocht, frisisk: Dútske Bocht) er havbugt mellem Danmark, Tyskland og Holland som udgør den sydøstlige del af Nordsøen. Dogger Banke regnes som den nordlige afgrænsning af Tyske Bugt.
Største dybde er 56 m, sydvest for Helgoland. En række store floder munder ud i Tyske Bugt; fra nord mod syd: Ejderen, Elben, Weser og Ems.
54°27′14″N 7°12′50″Ø / 54.4539°N 7.2139°Ø